# Дильмухаметова-Ахмадуллина, Шаура Ишмулловна
Шаура́ Ишму́лловна Дильмухаме́това-Ахмаду́ллина (баш. Шәүрә Ишмулла ҡыҙы Дилмөхәмәтова-Әхмәҙуллина; род. в 1961 г.) — актриса Башкирского государственного академического театра драмы им. М. Гафури. Народная артистка Республики Башкортостан (1996).

## Биография
Шаура Ишмулловна Дильмухаметова родилась в 1961 году. Мать, Аниса Дильмухаметова — актриса и драматург. Отец, Ишмулла Дильмухаметов — певец и кураист.
В 1983 году окончила Уфимскую государственную академию искусств (педагог Р. В. Исрафилов).
По окончании института работает в Башкирском государственном академическом театре драмы им. М. Гафури.

## Роли в спектаклях
Зубаржат в спектакле «В ночь лунного затмения» М. Карима, Туяна в спектакле «Шамбала», Клара в «Пещере» (Г. Шафиков), Варька в «Бесталанной» (Карпенко-Карый), Анна в «Ричарде III» (В. Шекспир), Файруза в спектакле «Одолжи мне жеребца!» (Р. Кинъябаев), Хадиса в «Топольке моём в красной косынке» (Ч. Айтматов), Кафия в «Долгом-долгом детстве» (М. Карим), Люси в спектакле «Мамочка, рапортую!».

## Награды и звания
- Заслуженная артистка Республики Башкортостан (1991)
- Народная артистка Республики Башкортостан (1996)